# Museu del Palau Dadiani
El Museu del Palau Dadiani (en georgià: დადიანების სასახლეთა ისტორიულ-არქიტექტურული მუზეუმი) és un museu nacional de Geòrgia situat a Zúgdidi, a la regió de Samegrelo-Zemo Svaneti. També conegut com a Museu d'Història i Arquitectura dels Palaus Dadiani, és considerat un dels palaus més importants del Caucas. Tres palaus formen el complex de museus moderns, part del qual també són l'església de la Mare de Déu de Blaquernes i el Jardí Botànic Zúgdidi.

## Història
Arcangelo Lamberti, un missioner italià a Geòrgia en el segle xvii, va escriure que el «príncep té més de 50 palaus, i el Palau Zúgdidi és el més bonic: està construït amb la millor pedra i les seves cambres interiors estan dissenyades en estil persa». A començaments del 1848, el príncep de Mingrèlia, David Dadiani, acostumava a mostrar als seus invitats la col·lecció arqueològica i numismàtica de Nokalakevi, un jaciment arqueològic de Samegrelo. Algunes de les exposicions van ser trobades pel mateix David Dadiani, i d'altres van ser comprades per ell als colons del seu domini. L'excavació arqueològica més important realitzada per David Dadiani va ser el jaciment de Nokalakevi, conegut com a Arqueòpolis en l'antiguitat. El palau es va transformar completament en un museu l'1 de maig del 1921, per iniciativa de l'etnògraf i geòleg georgià Akaki Chanturia.
El palau actual va ser erigit el 1873-1878, per a la princesa Ekaterina Dadiani. El disseny de l'arquitecte Edgar J. Rice es va inspirar en el Palau Vorontsov a Alupka. L'últim palau va ser erigit, en la dècada de 1880 per al seu fill Nicolau Dadiani, l'últim mtavari de Mingrèlia, i construït sota les ordres de l'arquitecte rus Leonid Vasilyev.
Després de l'abdicació de Nicolau Dadiani del tron (1866), la seva germana Salomé se'n va anar amb la seva mare a París, on el 18 de maig de 1868 es va casar amb el net del mariscal Murat, el príncep Ashiell Murat, que va portar diverses relíquies bonapartistes a Mingrèlia, inclosa una de les tres màscares pòstumes de Napoleó. Ara s'exhibeix al museu històric, que ocupa part del complex palatí.

### Qüestió de propietat
A mitjan 1990, el besnet del príncep Ashil Murat i la princesa Salomé, el príncep Alain Murat, juntament amb la seva esposa, la princesa Verònica, i la seva filla, la princesa Matilda, es van mudar a Zúgdidi per tenir allà la residència permanent. Van fundar el fons «Murat a Geòrgia», i després van començar a tractar mitjançant la Cort Europea d'obtenir la propietat dels prínceps Dadiani, inclòs el palau. Tanmateix, existeix el Fons de Geòrgia per a la salvació dels palaus de Dadiani, els representants del qual indiquen que, el 1919, els hereus de Dadiani havien renunciat oficialment als seus drets sobre el complex del palau.

Durant una visita a Zúgdidi el 26 de maig de 2007, el president de Geòrgia va anunciar que es realitzarien treballs per restaurar el palau dels prínceps Dadiani: 
| « | Restaurarem l'únic palau europeu conservat de Geòrgia, el palau dels prínceps Dadiani, perquè tant els residents de Zúgdidi com la resta de Geòrgia sentin orgull d'ell... Començarem la restauració del palau als propers mesos. "Aquest és un projecte costós, però crec que aquest palau és l'orgull de Geòrgia i una part molt important de la seva història". | » |

## Palau de David Dadiani o Zúgdidi
Del primer palau construït entre 1837 i 1838, per ser la residència oficial del príncep David Dadiani, únicament queden algunes ruïnes situades a l'entrada del parc jardí botànic. En el seu origen el palau constava de dues plantes i tenia 28 habitacions. Al 1855 es va convertir en hospital de guerra durant la invasió soferta per les tropes otomanes sota el mandat d'Omar Pasha; en la seva retirada aquestes tropes van calar foc al palau. Més tard va ser restaurat i novament va patir la devastació d'un incendi. Algunes restes dels materials que van quedar es van utilitzar per a la construcció del Palau de Niko.

## Palau de la Reina
El palau erigit el 1873-1878, per a la princesa Ekaterina Dadiani i encarregat a l'arquitecte Edgar Jacob Rice es va inspirar en el Palau Vorontsov d'Alupka, a Crimea. Aquest palau és el que actualment alberga el museu; presenta una arquitectura neogòtica a l'exterior, mentre que l'interior té diversos estils com ara rus, georgià i francès. El balcó del pati interior està fet de fusta i es manté sobre 52 pilars, també de fusta, que aguanten el seu propi pes sense afegir elements d'aguant com claus. Està ornamentat a base de peces de marqueteria amb incrustacions. Va ser restaurat el 1980.

## Palau de Niko
El Palau de Niko va ser l'últim palau a ser erigit, en la dècada de 1880 per Ekaterina Dadiani al seu fill Nicolau Dadiani, l'últim mtavari de Mingrèlia, i construït sota les ordres de l'arquitecte rus Leonid Vasilyev, que el va realitzar barrejant els estils rus i georgià. A la volta dels segles XIX-XX, la residència Dadiani es va convertir en el principal centre de cultura nacional.

## Jardí botànic de Zúgdidi
El jardí botànic va formar part del conjunt arquitectònic de Zúgdidi. Fou fundat el 1840 i va obtenir el primer lloc en el concurs d'art de models de l'Imperi rus en el segle xix. David Dadiani li va donar el jardí a la seva esposa, per la qual cosa va contractar el famós jardiner Jozef Babin que va venir des de Trieste, els germans italians Gétéon i Jevieno Zambers van treballar amb ell. Babin va definir i formar l'àrea decorativa, va disposar un viver, una font i una orangerie. El jardí es va dissenyar en estil francès simètric, amb el començament del desenvolupament italià, decorat amb flors, gespa i paisatges artificials. La reina Ekaterine també va contribuir al conreu del jardí, on tot es va fer sota la seva supervisió. Al parc creixen fins a vuitanta espècies d'arbres, arbusts i plantes, incloses sis espècies de magnòlia, de països asiàtics, entre ells l'Índia, Japó, la zona del Mediterrani, els Estats Units i d'altres llocs a més a més de plantes endèmiques.
| « | En una paraula, el jardí de Zúgdidi era magnífic en tots els sentits i no hi havia necessitat de trobar cap més lloc en el món. Tenia la plenitud dels cérvols i gaseles, que s'havien criat a la finca de Vorontsov (Crimea), l'home cridava i menjaven de la seva mà. | » |

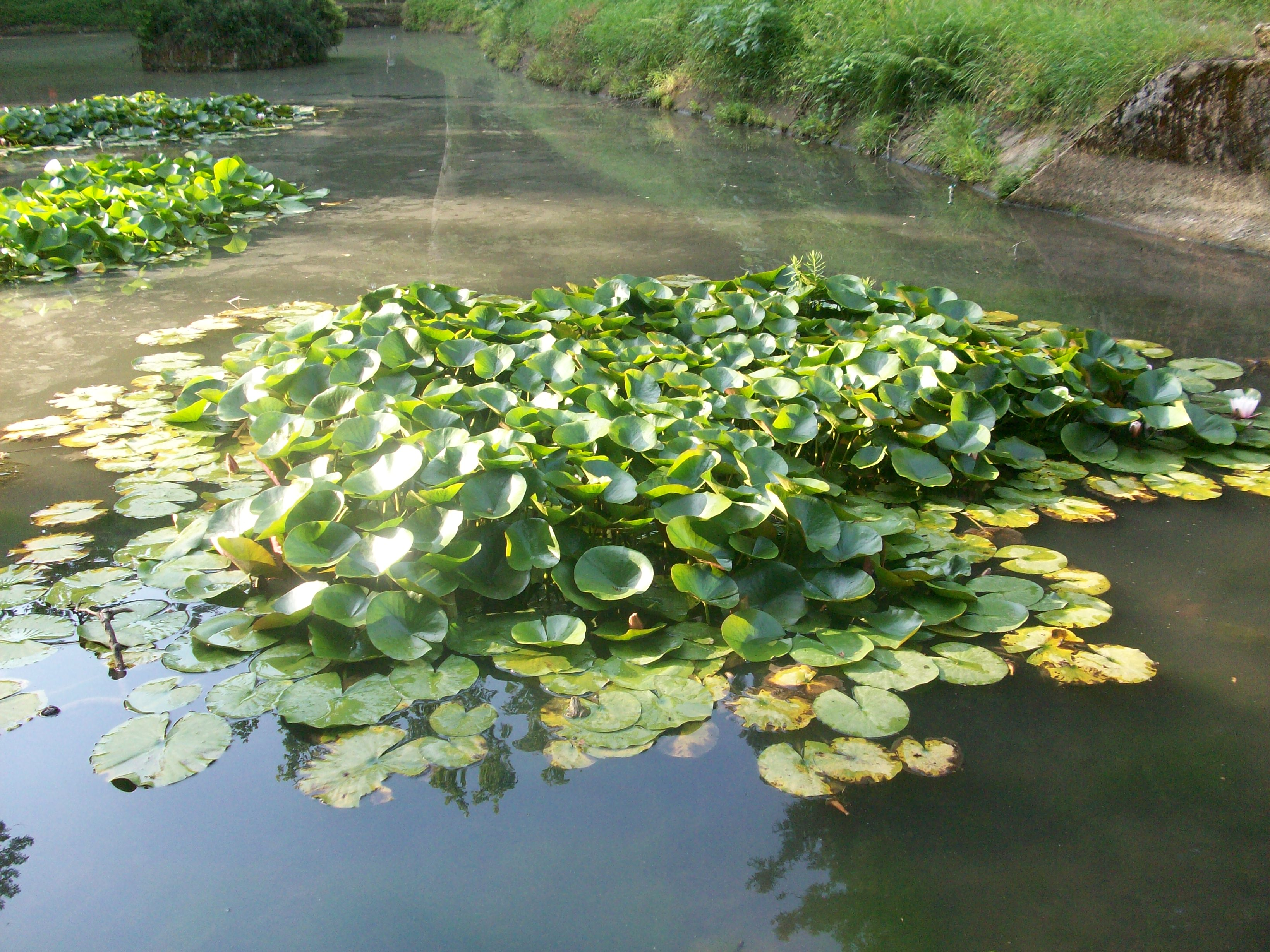
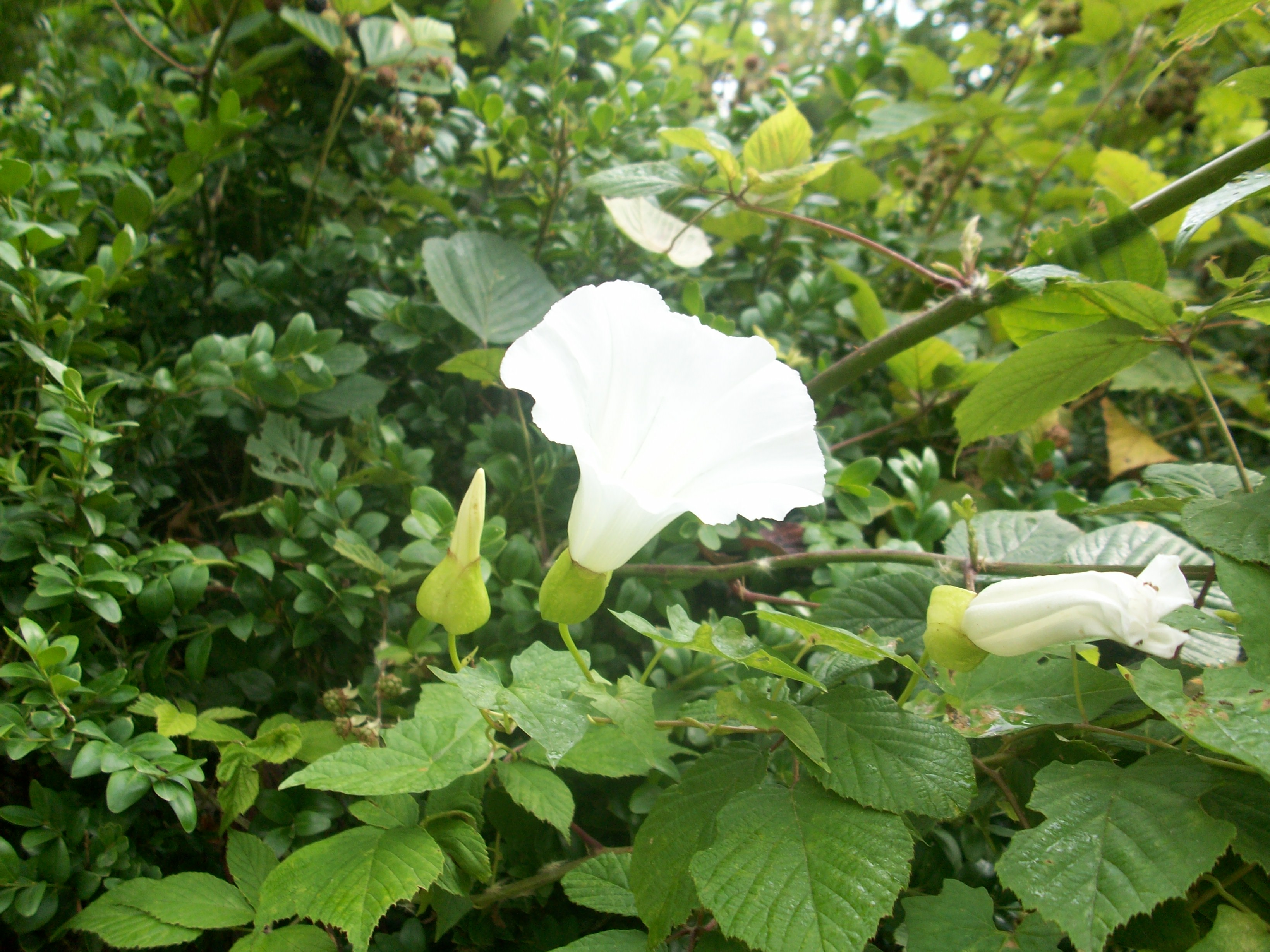
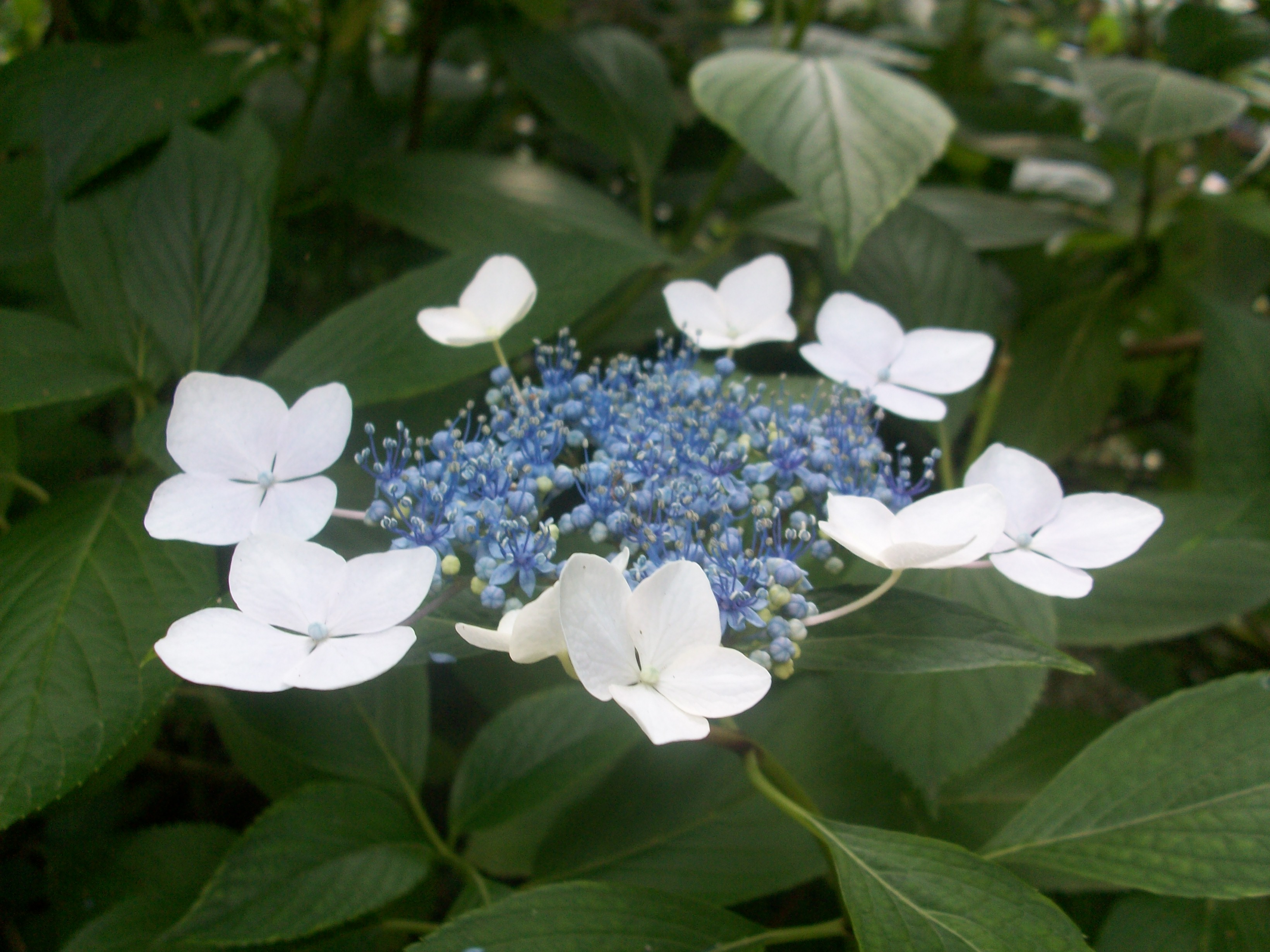
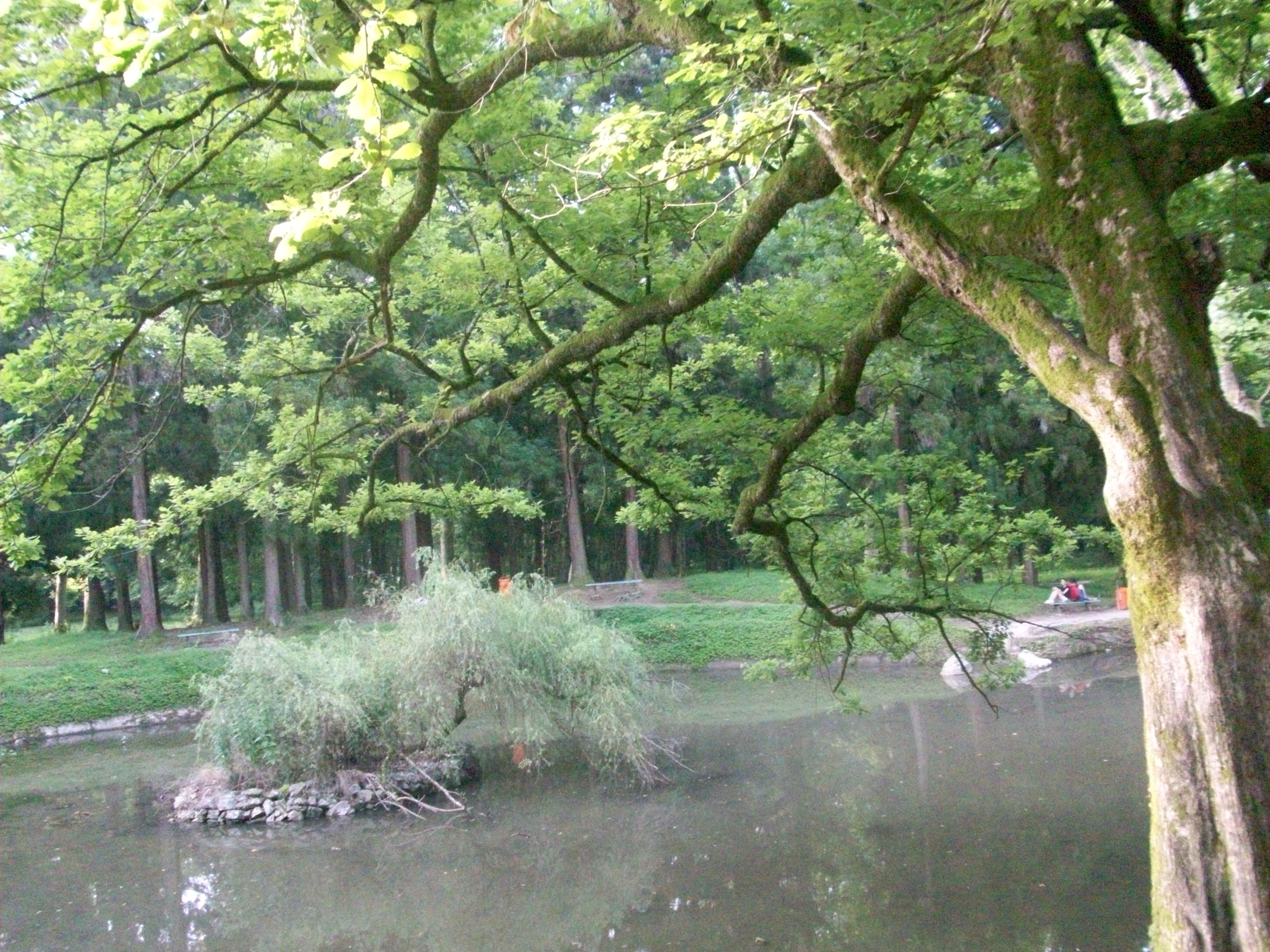

## Museu

### Fundació
El museu va ser iniciat pel governant de Mingrèlia David Dadiani el 1849 sobre la base d'objectes del tresor del mateix governant i de antiguitats georgianes. El Parlament de la República incipient, el 1919, va aprovar una llei que va convertir l'estat en el propietari legal de la finca de la família expropiada. A la fi del mateix any dos membres de la convenció constitucional van identificar i catalogar les obres de valor del palau, per traslladar-les de Tbilisi. L'any 1921 i per iniciativa del comitè revolucionari de la regió, es va inaugurar el museu en la propietat, i en fou nomenat primer director Akaki Chanturia.

### Col·leccions
Avui dia, el museu conté fins a 41.000 obres, rares mostres de la cultura nacional georgiana. Entre elles es troben l'inventari del tresor de Tagilon (1r mil·lenni aC), una màscara d'or antiga, una icona de la mare de la reina georgiana Tamara (segle xii) que conté 52 relíquies de sants col·locades al bastiment, antiguitats que van arribar a Geòrgia després de la caiguda de Constantinoble, armes marcials europees de l'edat mitjana, i pintures i dibuixos de mestres d'Europa occidental.
Entre els objectes exposats del museu, una obra que destaca és la reproducció de la màscara mortuòria de bronze de Napoleó I (1769 - 1821), que el professor d'anatomia Francesco Antomark (1780 - 1838) va realitzar a París l'any 1833. La màscara porta escrit al coll, el fabricant de màscares de guix «Dr. Antomark», i el lloc de «París». Davant del coll, al medalló hi ha l'escriptura de: «Napoleó - emperador i rei», i també «anatòmica» i l'any de la fosa en bronze «1833».
L'arxiu especial és el militar: l'Arxiu Imperial Rus i el Ministeri d'Afers Estrangers Militar, amb materials sobre les relacions russogeorgianes de principis del segle xix, que és de gran importància per estudiar la història socioeconòmica i política de Geòrgia.
Entre les obres més especials hi ha una peça de roba que tradicionalment es creu que va ser usada per la Mare de Déu. Aquesta peça té diverses històries de com va arribar al museu: la més coneguda és la que diu que va ser portada després de la caiguda de Constantinoble el 1453, per un bisbe junt amb altres objectes religiosos.
També s'exhibeix al museu la col·lecció de numismàtica de David Dainani, amb monedes de plata blanca de Còlquida, gregues i romanes.

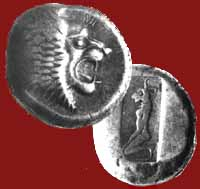
Monedes de plata de Còlquida
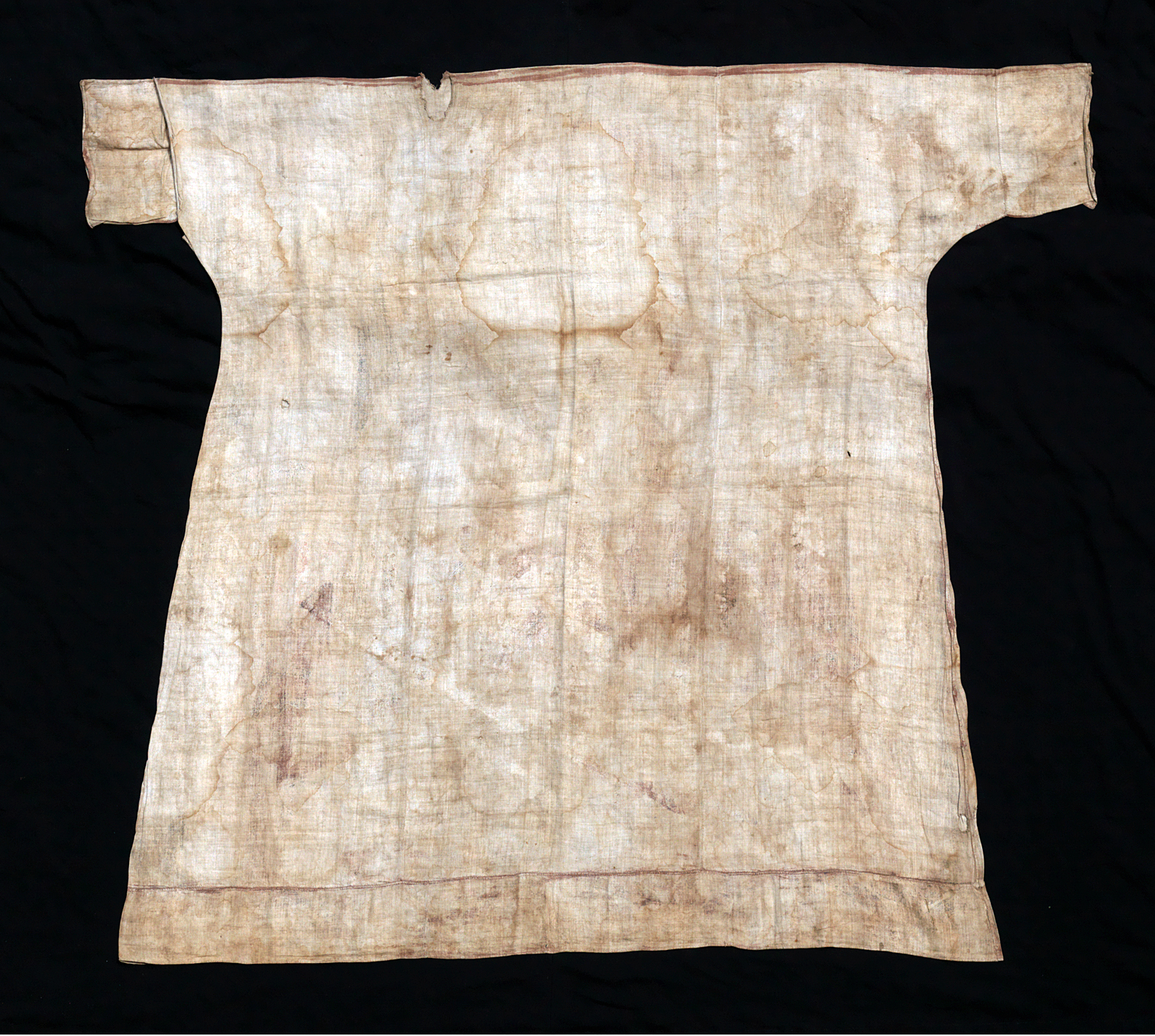
Peça de roba presumptament de la Mare de Déu
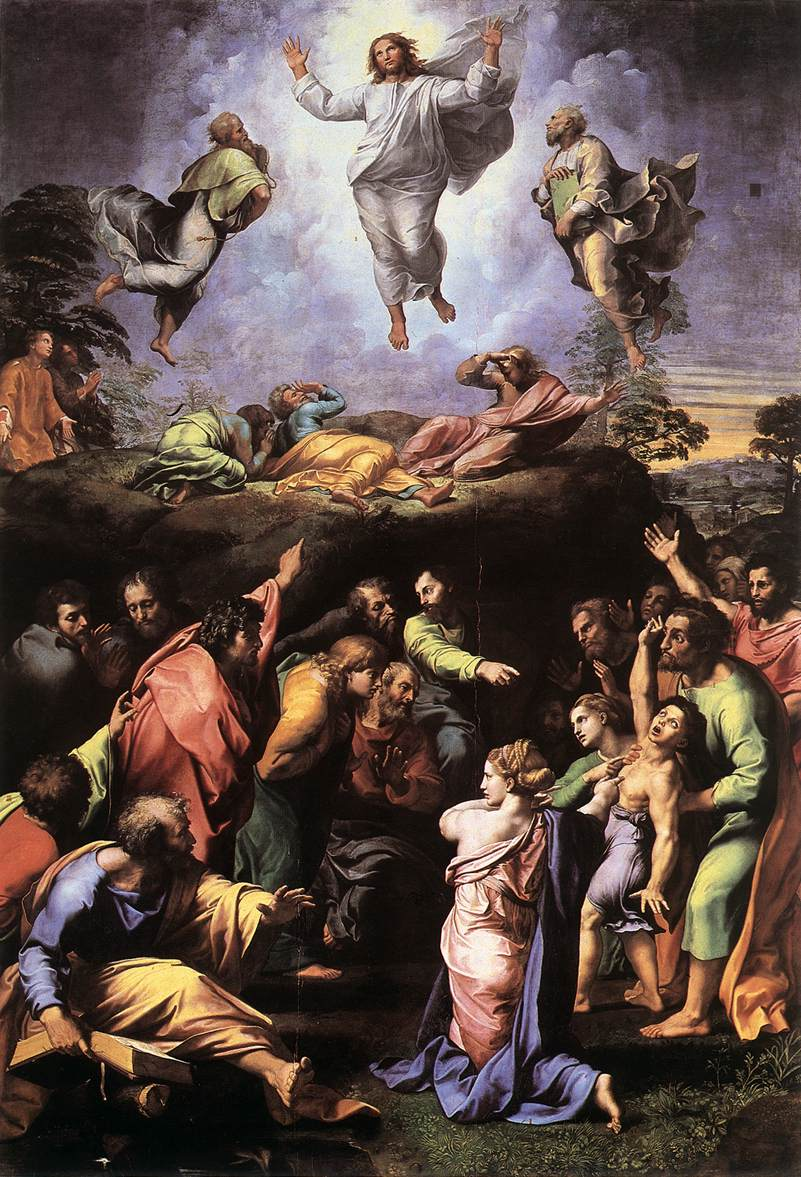
Gravat francès del segle xix, segons la Transfiguració de Rafael Sanzio